# 勒梅尼勒叙布朗日
勒梅尼勒叙布朗日（法語：Le Mesnil-sur-Blangy，法語發音：[lə menil syʁ blɑ̃ʒi] ⓘ）是法国卡尔瓦多斯省的一个市镇，属于利雪区。

## 地名
与通常在法语地名中表示“在……河畔”之意的“sur”不同，该地名Le Mesnil-sur-Blangy中的“sur”意为“在……上方”，表示名为勒梅尼勒（Le Mesnil）的该地与布朗日（Blangy）的位置关系，并以“布朗日上方的勒梅尼勒”之名区分其他的“勒梅尼勒”，且事实上在该地附近也并无“布朗日河”存在。

## 地理
勒梅尼勒叙布朗日（49°15'36"N, 0°15'38"E）面积7.37 平方千米，位于法国诺曼底大区卡爾瓦多斯省，该省份为法国西北部沿海省份，北濒大西洋英吉利海峡，东北与滨海塞纳省以海上边界相接，东临厄尔省，南至奧恩省，西与芒什省接壤。
与勒梅尼勒叙布朗日接壤的市镇（或旧市镇、城区）包括：卡洛讷河畔莱索蒂约、布朗日堡、菲耶尔维尔莱帕尔克、马讷维尔拉皮帕尔。
勒梅尼勒叙布朗日的时区为UTC+01:00、UTC+02:00（夏令时）。

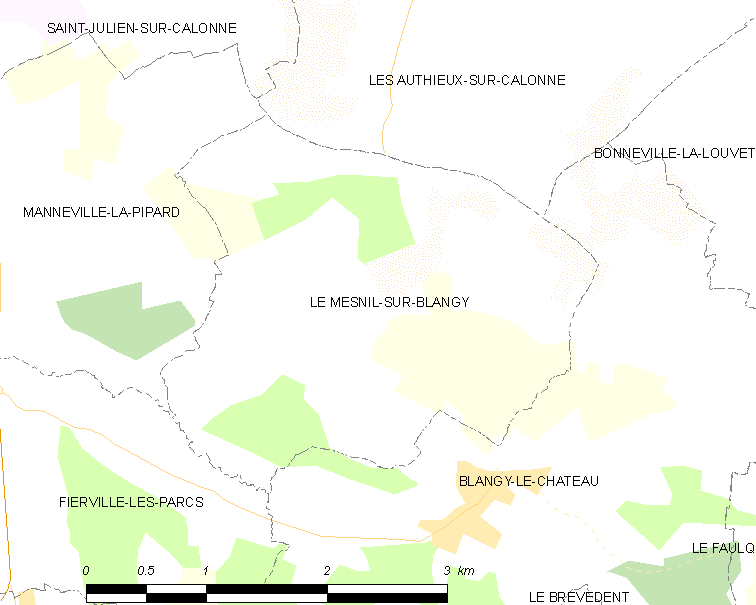
勒梅尼勒叙布朗日的OSM定位图

## 行政
勒梅尼勒叙布朗日的邮政编码为14130，INSEE市镇编码为14426。

## 政治
勒梅尼勒叙布朗日所属的省级选区为蓬莱韦克县。

## 人口

1962-2008年间勒梅尼勒叙布朗日人口变化图示

勒梅尼勒叙布朗日于2022年1月1日时的人口数量为164人。